# Grekland i olympiska sommarspelen 1904
Grekland deltog med 16 deltagare vid de olympiska sommarspelen 1904 i Saint Louis. Totalt vann de två medaljer och slutade på åttonde plats i medaljligan.

## Medaljer

### Guld
- Perikles Kakousis - Tyngdlyftning, tvåarmslyft

### Brons
- Nikolaos Georgantas - Friidrott, diskuskastning